# Eremocaulon
Els bambús del gènere Eremocaulon de la subfamília de les bambusòidies de la família de les poàcies, són plantes de clima tropical.

## Taxonomia
- Eremocaulon amazonicum
- Eremocaulon asymmetricum
- Eremocaulon aureofimbriatum
- Eremocaulon capitatum
- Eremocaulon setosum